# Leptorhabdium
Leptorhabdium — род жуков-усачей из подсемейства усачиков.

## Описание
Четвёртый сегмент усиков длиннее первого, усики прикреплены на линии, которая соединяет передние края глаз. Глаза умеренно выемчатые.
Эти усачи имеют коричневую окраску, длиной от 10 до 18 мм. Тело сильно вытянуто, длиной в пять-шесть раз больше ширины, в грубой пунктировке. На каждом из надкрылий имеются по четыре светлых пятна, по два резких угловатых перед серединой и за серединой, и по два расплывчатых у щитка и у вершины.

## Систематика
В составе рода:
- Leptorhabdium caucasicum (Kraatz, 1879)
- Leptorhabdium illyricum (Kraatz, 1870)
- Leptorhabdium nitidum Holzschuh, 1974
- Leptorhabdium pictum (Haldeman, 1847)